# Diego Schoening
Diego Schoening Zavaleta (Ciudad de México, 5 de agosto de 1969) es un cantante, conductor y actor mexicano. Es conocido principalmente por ser integrante del grupo Timbiriche desde 1982 hasta 1994. Presentó el programa matutino "Un nuevo día" en la cadena Telemundo, cargo que ocupó hasta su salida en 2017. También ha destacado por sus campañas publicitarias para el detergente ACE y su participación en el 90's Pop Tour.

## Trayectoria
Diego Schoening es hijo de la actriz y productora mexicana Martha Zavaleta.
Aunque se dice que en realidad es hijo natural de Fraterna Pérez (antropóloga mexicana de ascendencia española), luego de que cumpliera tres años, Diego Schoening, sus padres se divorcian y Diego se retira a vivir con su padre que ya trabajaba en Televisa como guionista de telenovelas para luego casarse con Martha Zavaleta, quien fue su última pareja antes del fallecimiento del escritor, según versiones de gente cercana al cantante de Timbiriche.
Diego pasó sus primeros tres años de vida en un pequeño apartamento ubicado en la colonia Parque San Andrés, Alcaldía Coyoacán.
Comenzó su carrera en 1982 en el grupo Timbiriche en el cual permaneció desde su fundación hasta su finalización, entre 1982 y 1994. Junto a Timbiriche grabó doce discos, actuó en telenovelas como Angélica (1985), Muchachitas (1991), Agujetas de color de rosa (1994), Confidente de secundaria (1996) y Soñadoras (1998) y participó en algunos episodios de Mujer, casos de la vida real, y en la película Embrujo del rock y fue conductor de programas como Hoy sábado, Nuevas tardes (con Gabriela Ruffo) y 100% mujer. En 1998 se reencontró con los integrantes originales de Timbiriche: Paulina Rubio, Alix Bauer, Sasha Sokol, Mariana Garza, Erik Rubín y Benny Ibarra. En 1999 se lanzó como solista con el disco "Voy a mí". Entre 2000 y 2001 pasó una temporada haciendo presentaciones en vivo en JW Private Forum Disco, un exclusivo club nocturno en Chihuahua, Chih. En 2007 se reencontró con sus compañeros de Timbiriche para celebrar sus 26 años desde el comienzo del grupo y realizó varios comerciales de detergente con lo cual ganó popularidad en Centroamérica y Sudamérica.

## Filmografía

### Telenovelas
- Acompáñame (1977)
- Nosotras las mujeres (1977)
- La pasión de Isabela (1984)
- Angélica (1985)
- Muchachitas (1991) - Rodrigo Suárez
- Agujetas de color de rosa (1994-1995) - Tavo
- Confidente de secundaria (1996) - Roberto
- Soñadoras (1998-1999) - Benjamín "El Terco" Soto
- Mujer, casos de la vida real (actuó en un episodio en 1995)
- La vida es una canción (2005)

### Cine
- Embrujo del rock (1995)
- Tierra de osos (Doblaje en español del personaje: "Denahi") (2003)
- Timbiriche: La misma piedra (2008)

### En TV
- Nuevas tardes (1997) (junto a Gabriela Ruffo)
- Hoy sábado (2000) conductor.
- 100% mujer (2003-2004) conductor junto a Ilse, de Flans.
- Súper sábado (2005) conductor.
- Te regalo mi canción (2005) participante.[4]
- Buscando a Timbiriche: La Nueva Banda (2007) juez.
- Premios Texas (2011) conductor junto a Marissa del Portillo, en Univisión.
- Un nuevo día (2013-2017) se incorpora como conductor sustituyendo a Omar Germenos.
- Si se puede (2015) como juez.[5]
- ¿Quién es la Máscara? (2022) como Bot.[6]
- Mi famoso y yo (2023) participante.[7]

### Teatro
- La maravilla de crecer (1979)
- Jesucristo Superestrella (1980)
- Vaselina con Timbiriche (1984) ... Kiko. En los Televiteatros (hoy Centro Cultural Telmex)
- Snoopy y la pandilla (2000)
- Francisco: La vida de San Francisco de Asís (2000)
- Ana Verdad (2004)

### Otros
- Plaza Sésamo (1977)
- Noche a noche (1980)
- Teletón México (1999)
- Premios Eres
- Por un mundo feliz: Planeta Tierra (2003)
- Estrellas de Navidad (2003)
- Homenaje a Chespirito
- La Rockola Coca-Cola
- Congreso Nacional de la Juventud Morelia 2004
- En caliente
- Vida TV
- Al derecho y al Derbez
- La familia P. Luche
- Otro rollo
- Qué show con Alejandra Bogue
- Sábado gigante
- Don Francisco presenta
- Despierta América
- Campaña: OXFAM para un comercio más justo
- Campaña: Save The Children
- Campaña: Fundación Alas
- Campaña: Dame una mano: Fundación Chespirito
- 100 mexicanos dijeron
- Campañas para apoyar a los Estados de Tabasco y Chiapas por parte del Gobierno Federal de México y The History Channel
- Comerciales para el detergente ACE

## Discografía con Timbiriche
- Timbiriche (1982)
- La Banda Timbiriche (1982)
- La Banda Timbiriche: en concierto (1983)
- Que no acabe Navidad (1983)
- Timbiriche Disco Ruido (1984)
- Timbiriche Vaselina (1984)
- Timbiriche Rock Show (1985)
- Arriba México (1986)
- Timbiriche VII (1987)
- Quinceañera (1987)
- Esta Navidad (1987)
- Timbiriche VIII (1988)
- Timbiriche IX (1988)
- Los clásicos de Timbiriche (1989)
- Timbiriche 10 (1990)
- Morir para vivir (1990)
- Timbiriche 11 (1992)
- Timbiriche XII (1993)
- Los Optimistas (1993)
- Que viva México mejor (1993)
- Nos vamos al mundial (1994)
- Timbiriche Simphonic (1998)
- Timbiriche, el concierto (1999)
- Timbiriche 25 (2007)
- Somos Timbiriche 25 (2007)
- Timbiriche: Vivo en vivo (2008)
- Timbiriche Juntos (2017)

## Discografía como solista
- Voy a mí (1999)
- Participación especial en el disco Hadas del grupo Flans en el tema "Rufino" (1999)
- Lo que Soy (2009)

Como solista realizó una gira de conciertos con Mariana Garza llamada Junto a ti (2003)

## Sencillos en solitario
- Quiero darme tiempo (1999)
- Nena peligrosa (1999)
- Estás dentro de mi (1999)
- Enamorado de ti (2009)
- No puedo (2009)
- Amar es un arte (2010)